# 全仏学生連盟 (1971)
全仏学生連盟（ぜんふつがくせいれんめい 仏：Union nationale des étudiants de France 略：UNEF）は1971年の旧・全仏学生連盟の分裂によって生まれたフランスの学生自治会。
71年-82年の間は全仏学生連盟-革新（ぜんふつがくせいれんめい-かくしん 仏：Union nationale des étudiants de France - Renouveau 略：革新派/UNEF-Renouveau）を名乗り、1982年-2001年の間は後述する理由のために全仏学生連盟-学生連帯（ぜんふつがくせいれんめい-がくせいれんたい 仏：Union nationale des étudiants de France - Solidarité étudiante 略：連帯派/UNEF-SE）と呼ばれていた。

## 名称について
「UNEF」という名称については、71年に分裂した片割れのスフロー派や63年から71年の間活動していたUNEFの下部組織である理学系学生協同組合（ACES）も含め、それぞれの組織が提起した数多くの訴訟について、いずれの組織にも有利な判決が出ることはなく、これらの組織は1979年に名称についての主張を取り下げることとなった。
1971年以前のUNEF内における派閥としての「革新（Renouveau）」という名前にちなんで1982年まで全仏学生連盟-革新（革新派/UNEF-Renouveau）として知られていたが、82年以降は学生連帯路線の採用により全仏学生連盟-学生連帯（連帯派/UNEF-SE）と呼ばれるようになった。革新派は、トロツキスト-ランベルティストに指導された統一派系UNEFと比べると、共産主義学生同盟（UEC）、キリスト教学生同盟（JEC）、およびミッテラン派やCERES（社会主義調査研究センター、ジャン＝ピエール・シュヴェーヌマンに近い社会党の少数理論家集団）といった非共産主義左派の特定の派閥の学生たちによって率いられていた。(CERESはドヴァケ法反対運動の後、86年に社会主義・共和国（SR）と名前を変え、1987年5月の大会で自治民主派に合流した。)
統一派系UNEFとは異なり、一貫して「全仏学生連盟（UNEF）」という名称を主張し、この主張を裏付けるように、分裂前の最後のものであった1969年の規約を公式に保持していた。しかし、この規約が順守されることはなく、規約と大きく矛盾する内部規約（その要点の多くは忘れ去られている）を「明文化」した。

## 内部構造[要出典]
90年代半ばにおいて、UNEF（連帯派）はパリ地域の学校ごとに1つ、地方の町ごとに1つある学生総会（AGE）により構成されていた。それぞれの学生総会はほぼ自治権を確立しており、それぞれが独自の規約と慣行に従って運営されていた。（理論的には、学生総会は1969年規約の「行動委員会」から継承された自律的な学生自治会であったが、実際にはほとんどそうではなかった。）
UNEF（連帯派）は、公には、中央執務部によって指導されていた。最初は毎年、後に2年ごとに開催される、（代議員）大会によって、多数決、非ブロック・リスト方式（大会によって選出された委員会が名簿を提案し、投票用紙にはすべての候補者が記載され、最多得票の31人の候補者が選出される）で選出された31人の執務員から、中央執務部は構成されていた。中央執務部には役員（委員長、書記局長、会計）も含まれていた。また、役員に加えて中央執務部から選ばれた4、5名の常務役員と役員で構成される中央書記局が常務機関を構成していた。一般的に、〈指導部〉は中央執務部に少数の反対派を配置したが、中央書記局には配置されなかった。
中央委員会は、中央本部の31名のメンバーに加え、各総学生会ごとの2名の代表者（規則では委員長と書記、実際には学生総会が会議ごとに自由に任命した）で構成されていた。中央委員会は、非大会開催期間中のの主要な討論の場であった。

## 党史

### 前史

#### 五月革命後のUNEF
1968年当時、UNEFはトロツキストや統一社会党に近いスフロー派によって指導されていた。彼らはUNEFの学生運動から「大衆政治運動」への転化を望んでいたが、この方針には内部での反発も強く、特に共産党に近い共産主義学生同盟（共学同/UEC）の党員からの批判が大きかった。共学同が自治会運動への参与を深める中、当同盟委員長のジャン＝ミシェル・カタラは、UNEF内部での影響力を強化するために全国大会に向けた準備を進めた。
1968年7月の全国大会では、オルセー、リール、サン＝テティエンヌ、トゥールーズ、ニースの学生総会の支持を得て、共学同学生の発言力が伸長した。また11月以降、カタラは、主導・抵抗委員会（CIR）や社会/共産主義学生総連合（UGES）といったUNEFの改革を目指す学生組織との会合を行った。スフロー派のロジェ・バラリスは、カタラの行動について、UNEFの指導権を握ることを目指した策動であると批判した。また、リール学生総会にて『UNEFの革新のために』という方針案が提起され、1968年12月6日からマルセイユ大会の準備の一環として配布された。
マルセイユ大会が開催される時、リール、ブレスト、ミュルーズ、オルセー、ナンシー、ニース、サン＝テティエンヌ、トゥールーズの8つの学生総会が指導部を非難する共同声明を発表し、指導部の政治運動への転化を拒否する立場を表明した。これにより、UNEF内部の対立がより一層激化することになる。

#### スフロー派（指導部）と革新派の対立
また、マルセイユ大会の結果、UNEF内で革新派（Renouveau）という新たな派閥が形成された。革新派はUNEFを政治運動から自治会運動への回帰を目指し、大衆化を掲げるスフロー派と激しく対立した。対立の要点は以下の3つにまとめられる。
1. 運動主義（Mouvementisme）/参加主義（Participisme）の対立
2. 政治的立場における対立
3. UNEFの内部改革についての対立

特に、直接行動の重要性を訴え、運動の大衆化を目指す運動主義（スフロー派や毛沢東主義者らがこの立場を取る）か、学生選挙への参加を通じて制度的枠組みに積極的にアプローチするために自治会運動の重要性を訴える参加主義（革新派がこの立場を取る）かの対立は非常に根深かった。

#### 分裂
1971年1月、それまで毛沢東主義者の学生らとの同盟によって指導権を握っていたミシェル・ロカールの統一社会党に近いUNEFの指導部（スフロー派）は、少数派に転落したことで辞任を余儀なくされ、2~3月の間にUNEFはUNEF-SoufflotとUNEF-Renouveauに分裂した。

### 革新時代

#### 共通綱領とその失敗
1971年3月、フランス共産党に近い労働総同盟（CGT）の監督の下、革新派はパリで大会を開き、ギ・コノプニッキを委員長に選出し、UNEFは学生自治会として完全に分裂した。（以下、単にUNEFと呼ぶときは革新派を指す。）1972年6月26日、統一社会党を除くフランスの主要な左派政党（フランス共産党、社会党、左翼急進党）が共同で「共通綱領」を採択した。この綱領について、UNEF内で議論は深化し、同年9月23日と24日の大会において、学生の要求と共通綱領の一致を確認し、「満足感をもって留意する」旨が明らかにされた。
1973年1月13日と14日の全国集会において、UNEFが公式に共通綱領を支持することが決議され、政治活動に対する「静観」から「支援」への方針転換が明確化した。UNEF総書記のルネ・モーリスは、3月の立法院総選挙で共通綱領に署名した左派政党の候補者を支援するための「行動計画」を提示し、学生の動員準備を進めた。UNEF指導部は1973年2月17日にソルボンヌ大学で開催された代議員会議において「左派の勝利が民主的な大学とフランスの実現に繋がる」という声明を発信し、UNEFの機関紙「Etudiants de France」の特別号も発行され、綱領の内容を広く周知した。
しかしながら、1973年3月の総選挙で左派は右派に敗北した。また、翌1974年の大統領選挙でも　「左派候補」である社会党のフランソワ・ミッテランを支援したが、中道右派のジスカール・デスタンに敗れた。
このように、70年代前半は「共通綱領」をきっかけとして、UNEFの国政運動への参加が進んだものの、議会・大統領選挙の敗北を受け、このような選挙における宣伝活動への参加は以後低調になっていった。
また共通綱領の失敗によって、革新派は瓦解し始め、共産党に近いグループと社会党の社会主義調査センター（CERES）に近いグループしか残らなかった。82年の学生連帯路線の採択に伴い、全仏学生連盟-学生連帯（連帯派/UNEF-SE）と呼ばれるようになった。

### 連帯時代
1983年4月・5月のサヴァリ大学改革反対運動（デモ・ストライキ）への参加を拒否した。
1986年には、ドヴァケ法反対運動のために、自治民主派と同様に連帯派も学生運動の全国的調整の中で学生の一致団結のために譲歩した。連帯派は財政と自治会運営の二重の行き詰まりを経験していたが、これを乗り越えるためにサン＝テティエンヌ大会（第72回大会）でUNEFの新委員長グザヴィエ・アクニーヌと書記局長マルク・ロセッティは「結集戦略」を採用した。これは、大学においてはサンディカリストが少数派であり、運動展開や学生選挙の際にUNEFは非会員に頼らざるを得ないという認識に基づいていた。この結集戦略によってUNEFは一定数の会員を獲得し、翌年秋の運動により積極的に参加することがでるようになった。翌年、中央書記局内で、特に共学同の同盟員の間で論争が展開された。この議論では、共産党指導部の支持者と反対者が対立し、自治民主派との連携といった学生運動に対する学生自治会による介入方法に焦点があてられた。
1990年のトゥールーズ大会（第74回大会）で共学同が勝利し、現職のオリヴィエ・マイヤーが引き続きUNEF委員長を務めることとなった。中央書記局は共学同のマリー＝ピエール・ヴィフら幹部によって強化され、代表的な学生自治会（学生団体）に与えられた新たな公的資金注入の恩恵を受けて組合は発展した。リヨン大会以降、反対派は自治民主派や自主管理自治会のために（PSA）の過激派、主に革共同に近い極左運動やアナキズム運動の過激派で占められていた。内部分裂危機の最中、UNEFはジュシュー・キャンパス（当時パリ第6大学とパリ第7大学の共用キャンパス、現ソルボンヌ大学 ）で2つの学生総会が競合していた。イル＝ド＝フランス地域の学生総会を中心に反対勢力を組織しようとしたイル＝ド＝フランス学生総会の試みは失敗に終わった。